# Nanea
Nanea  è una dea babilonese della natura e della fecondità, identificata dai greci con Artemide. 
Viene citata nella Bibbia alla fine dei Libri Storici, al secondo libro dei Maccabei (2Mc 1,1). La congiura ordita dai sacerdoti di Nanea ai danni di Antioco Epifane che ne provocò la morte è vista dai giudei come opera di Dio a salvezza del suo popolo: 
"[...] Quando, dunque, egli [Antioco] si presentò con poche persone entro il recinto del tempio, i sacerdoti del Naneio gliele [le molte ricchezze della Dea, a titolo di dote per il matrimonio con la Dea stessa] mostrarono; ma poi, chiuso il santuario appena Antioco fu entrato, aprirono la porta segreta del soffitto e scagliando pietre fulminarono il principe insieme agli altri [membri del suo esercito che lo accompagnarono nel tempio], li fecero a pezzi e ne gettarono le teste mozzate a quelli [il resto del suo grande esercito] che erano fuori. In ogni cosa sia benedetto il nostro Dio, che ha consegnato alla morte gli empi [...]".